# Момоду Сајне
Момоду Сајне (енгл. Momodou Saine; 8. септембар 2000) гамбијски је пливач чија ужа специјалност су спринтерске трке прсним стилом. 

## Спортска каријера
Дебитовао је на међународној сцени на светском првенству у руском Казању 2015, где је заузео 75. место у квалификацијама трке на 50 прсно. Нешто бољи резултат је остварио четири године касније, на првенству у корејском Квангџуу 2019. где је у трци на 50 прсно заузео укупно 69. место. 